# Каменский, Александр Викторович
Алекса́ндр Ви́кторович Ка́менский (укр. Олександр Вікторович Каменський; 21 сентября 2007, Горишние Плавни) — украинский футболист, полузащитник клуба «Кривбасс».

## Биография
Родился в городе Горишние Плавни, Полтавская область. Футболом начал заниматься в Днепре, где с 2020 по 2023 год в дюфлу выступал за местные ДВУФК и «УФК-Кривбасс». В конце июля 2023 перебрался в «Кривбасс», где сначала выступал за юношескую команду клуба. В украинской Премьер-лиге дебютировал 6 октября 2024 года в проигранном (1:2) выездном поединке 9-го тура против киевского «Динамо». Александр вышел на поле на 77-й минуте вместо Жана По.